# 相模原インターチェンジ
相模原インターチェンジ（さがみはらインターチェンジ）は、神奈川県相模原市緑区にある首都圏中央連絡自動車道（さがみ縦貫道路）のインターチェンジである。
2025年7月1日付でNEXCO中日本の組織再編が行われる前までは当ICが東京支社と八王子支社の管轄境界となっていた。
当初は城山インターチェンジ（しろやまインターチェンジ）の仮称で呼ばれていたが、2012年5月15日に正式名称が発表された。なお、「相模原インターチェンジ」の名称は、隣接する相模原愛川インターチェンジの仮称であった。
2022年6月30日0時より、ETC専用の出入口となった。

## 歴史
- 2012年（平成24年）5月15日：当ICの名称が「城山IC（仮称）」から「相模原IC」で正式決定[2]。
- 2014年（平成26年）6月28日：相模原愛川IC - 高尾山IC間開通。ただし、当ICの接続道路である津久井広域道路の整備が遅れたため、この時点では当ICは未供用[5][6][7]。
- 2015年（平成27年）3月29日：当ICの供用を開始[8]。
- 2022年（令和4年）6月30日 : 料金所をETC専用化[3]。

## 周辺
- 城山ダム（津久井湖）
- 城山
- 相模原市立湘南小学校
- 相模原市立相模丘中学校

## 接続する道路
- 直接接続
  - C4首都圏中央連絡自動車道(34番)
  - 津久井広域道路

## 隣
C4 首都圏中央連絡自動車道（さがみ縦貫道路）
(33)相模原愛川IC - (34)相模原IC - (35)高尾山IC